# Mas-Kom-Yah
Mas-Kom-Yah is een toneelstuk geschreven door Recep Tayyip Erdoğan, in 1975, gebaseerd op het boek Kızıl Pençe ("Rode Klauw") van de islamistische prediker Mustafa Bayburtlu. De naam Mas-Kom-Yah is een afkorting voor Mason, Komünist ve Yahudi (Vrijmetselaar, Communist en Jood).

## Verhaal
De niet-religieuze fabriekseigenaar Ayhan Bey stuurt zijn zoon naar het buitenland om te studeren. Jaren later keert de zoon, die de islam heeft afgezworen, terug naar Turkije. Dit leidt tot een meningsverschil tussen Ayhan Bey en zijn zoon. Tegelijkertijd komen de arbeiders van de fabriekseigenaar in opstand en nemen Ayhan Beys eigendommen over. Ze worden opgehitst door een Joodse arbeider die zich voordoet als een Turkse moslim. De leider, die in het stuk wordt afgeschilderd als extreem kwaadaardig, zet uiteindelijk zijn collega's aan om Ayhan Bey te vermoorden.

## Opvoering
Erdoğan, die het stuk schreef, werkte ook mee aan de productie als regisseur en acteur, waarbij hij de rol van de zoon van de fabriekseigenaar speelde. Het stuk werd in heel Turkije opgevoerd van 1975 tot de Turkse staatsgreep van 1980.

## Kritiek
In 2012 beschreef het Duitse weekblad Der Spiegel het stuk als een antisemitisch stuk en beschuldigde het Erdoğan ervan theater vanuit een propagandistisch perspectief te begrijpen en het theaterwerk als premier te belemmeren, omdat theaters en podia in de huidige Republiek Turkije deels liberale en seculiere bastions van de maatschappij zijn.